# Epidemia de dengue de 2009 en Argentina
La epidemia de dengue de 2009 en Argentina fue una epidemia de la enfermedad del dengue, causada por el virus del dengue (DEN) y transmitida por el mosquito Aedes aegypti, que comenzó a mediados de enero de 2009 a propagarse desde Bolivia hacia el norte de la Argentina, en las provincias de Salta y Jujuy, dónde se presentaron los primeros casos autóctonos, finalizando por mayo de 2009.
La epidemia reportó un total de 26 923 casos autóctonos confirmados, tres casos de fiebre hemorrágica por dengue (FHD) y cinco muertes por esta enfermedad, afectando principalmente a las provincias de Chaco, Catamarca, Salta, Jujuy, Santa Fe y Tucumán. Entre las causas de la epidemia se describe el incremento de la población de mosquitos, el aumento de la temperatura y de las lluvias, la urbanización desordenada, la desigualdad social y la ineficacia política y sanitaria.
El brote epidémico de dengue fue el peor que sufriría Argentina hasta la epidemia de 2016, debido a la cantidad de personas afectadas como a la distribución geográfica de estas, y que por primera vez se produjeron muertes debido al dengue.

## Enfermedad
El dengue es una enfermedad infecciosa causada por el virus del dengue, perteneciente al género flavivirus, que es transmitida por mosquitos, principalmente por el Aedes aegypti. Existen 4 tipos del virus de dengue. La infección causa síntomas gripales, y en ocasiones evoluciona hasta convertirse en un cuadro potencialmente mortal, llamado dengue grave o dengue hemorrágico.
Es una infección muy extendida que se presenta en todas las regiones de clima tropical del planeta, y últimamente en regiones de clima templado con veranos cálidos y húmedos. En los últimos años la transmisión ha aumentado de manera predominante en zonas urbanas y se ha convertido en un importante problema de salud pública. En la actualidad, más de la mitad de la población mundial está en riesgo de contraer la enfermedad. La prevención y el control del dengue dependen exclusivamente de las medidas eficaces de lucha contra el vector transmisor, el mosquito.

### Signos y síntomas
El cuadro clínico de la fiebre dengue y la presentación de las diversas manifestaciones y complicaciones, varía de un paciente a otro. Durante el periodo de incubación del virus, que suele ser de 5 a 7 días, aunque se han observado casos con un periodo de incubación de 3 hasta 14 días, puede aparecer un cuadro viral, aunque la mayoría de las personas infectadas cursarán el dengue de manera asintomática. Las infecciones sintomáticas en la etapa febril están caracterizadas por fiebre de más de 38 °C, dolores de cabeza, dolor retro ocular y dolor intenso en las articulaciones (artralgia) y músculos (mialgia) ―por eso se le ha llamado «fiebre rompehuesos»―, inflamación de los ganglios linfáticos y erupciones en la piel puntiformes de color rojo brillante, llamada petequia, que suelen aparecer en las extremidades inferiores y el tórax de los pacientes, desde donde se extiende para abarcar la mayor parte del cuerpo.
Otras manifestaciones incluyen astenia, prurito, trombocitopenia, leucopenia con linfocitosis relativa, y síntomas digestivos como un leve dolor abdominal y, a veces, diarrea. Entre las manifestaciones hemorragias que no corresponden necesariamente a un cuadro de dengue grave, se incluyen la hemorragia nasal, gingivitis y púrpura. Finalizada la fiebre, las 48 horas posteriores deben ser controladas ya que son donde se dan las mayores complicaciones, conduciendo a un shock por dengue y dando paso con frecuencia a las grandes hemorragias, como la hematemesis o la melena, llegando a la etapa crítica. Los casos de dengue grave son más frecuentes en personas que ya padecieron dengue de algún serotipo y vuelven a infectar con dengue pero de otro serotipo.

## Casos registrados
| Provincia              | Casos autóctonos | Casos autóctonos | Casos autóctonos | Casos autóctonos | Casos importados | Casos importados |
| Provincia              | Confirmados      | Sospechosos      | Dengue grave     | Muertes          | Confirmados      | Sospechosos      |
| ---------------------- | ---------------- | ---------------- | ---------------- | ---------------- | ---------------- | ---------------- |
| Chaco                  | 11 035           | 1600             | 0                | 2                | 2                | 0                |
| Catamarca              | 8861             | 975              | 0                | 1                | 10               | 4                |
| Salta                  | 2678             | 1865             | 3                | 2                | 156              | 0                |
| Jujuy                  | 1291             | -                | 0                | 0                | 117              | 0                |
| Santa Fe               | 992              | 1883             | 0                | 0                | 60               | 0                |
| La Rioja               | 588              | 89               | 0                | 0                | 14               | 0                |
| Tucumán                | 479              | 1203             | 0                | 0                | 46               | 24               |
| Santiago del Estero    | 413              | 108              | 0                | 0                | 178              | 62               |
| Ciudad de Buenos Aires | 336              | -                | 0                | 0                | 173              | 0                |
| Córdoba                | 98               | 466              | 0                | 0                | 77               | 60               |
| Corrientes             | 90               | -                | 0                | 0                | 35               | 0                |
| Misiones               | 35               | 28               | 0                | 0                | 12               | 47               |
| Buenos Aires           | 14               | 245              | 0                | 0                | 97               | 116              |
| Entre Ríos             | 13               | 14               | 0                | 0                | 2                | 0                |
| Mendoza                | 0                | 0                | 0                | 0                | 5                | 1                |
| San Luis               | 0                | 0                | 0                | 0                | 3                | 1                |
| La Pampa               | 0                | 0                | 0                | 0                | 0                | 5                |
| Tierra del Fuego       | 0                | 0                | 0                | 0                | 0                | 3                |
| Chubut                 | 0                | 0                | 0                | 0                | 0                | 1                |
| Neuquén                | 0                | 0                | 0                | 0                | 0                | 1                |
| Río Negro              | 0                | 0                | 0                | 0                | 0                | 1                |
| Santa Cruz             | 0                | 0                | 0                | 0                | 0                | 1                |
| Total                  | 26 923           | 8476             | 3                | 5                | 987              | 327              |

Las provincias de Formosa y San Juan no presentaron ningún caso, ya sea confirmado o sospechoso.

## Provincias afectadas

### Salta
La provincia de Salta fue la primera en notificar casos de dengue en la última semana de 2008, a causa de personas portadoras provenientes de Santa Cruz de la Sierra y Tarija, Bolivia, que llegaron a Orán, más tarde habría casos enTartagal, Salvador Mazza y Embarcación. En el sur provincial, las ciudades de El Quebrachal, Santa Victoria Este y Los Blancos recibieron una gran cantidad de brotes debido a casos importados de las provincias limítrofes, en total hubo dos fallecidos.

### Jujuy
Desde el comienzo de la epidemia en Jujuy a mediados de enero, se registraron 1291 casos de dengue del serotipo DEN-1. La mayoría de los casos se dieron en el sur provincial, siendo los departamentos más afectados fueron Ledesma (670 casos), San Pedro (442 casos, de los cuales 390 se ubicaron en la ciudad homónima) y Santa Bárbara (113 casos), todos limítrofes de Salta. 

### Catamarca
El brote dio inicio en febrero de 2009, contabilizando un total de 8861 casos autóctonos hasta finales de mayo, para luego no registrarse más casos. La casi totalidad de los 8857 casos y una muerte se registraron en la capital San Fernando del Valle de Catamarca.

### Chaco
A finales de enero, se registró el primer caso importado en Resistencia, capital y ciudad más poblada del Chaco, en las semanas siguientes se detectaron casos en Campo Largo, Sáenz Peña y Charata. En total se reportaron 11 035, con dos muertes por dengue grave.[cita requerida]